# Galiceno
De galiceno is een in Mexico gefokt paardenras.

## Geschiedenis
De galiceno werd gefokt uit Iberische  paarden die vanuit Spanje in Mexico geïmporteerd waren door Hernán Cortés en zijn troepen. De naam is afgeleid van de landstreek Galicie in Spanje. Aangenomen wordt dat het type ontstond uit kruisingen met onder meer de Portugese sorraia. 

## Rasbeschrijving
De galiceno is klein van postuur als een pony maar wordt toch gezien als een paard. Het ras vertoont een variëteit aan vachtkleuren. De paarden hebben als gangenpaard aanleg voor een extra gang: de 'running walk', een variant van de tölt. 
Ze worden in Mexico voor allerlei soorten werk gebruikt, zowel als rij- en lastdier en in de sport. De galiceno werd in 1958 ingevoerd in de Verenigde Staten waar een jaar later een stamboek werd opgricht.
- Hoofd - Het hoofd is goed geproportioneerd met een recht profiel.
- Lichaam - Het paard heeft een korte en gespierde hals, een brede borst en sterk lichaam, afhangende schouders, rechte rug en compact, schuin kruis en stevige benen.
- Kleur - Het ras komt voor in bruin, wildkleur en schimmel. Alle kleuren zijn toestaan (behalve in de V.S. de kleur 'pinto')
- Hoogte - De stokmaat varieert van 128 cm tot 142 cm. De merries zijn vaak wat kleiner dan de hengsten.
- Karakter - Ze zijn moedig, intelligent en makkelijk te trainen. Ook hebben ze een uitstekend uithoudingsvermogen.
- Gangen - Ze hebben aanleg voor de tölt.